# فرودگاه شهری کمرر
فرودگاه شهری کمرر (به انگلیسی: Kemmerer Municipal Airport) یک فرودگاه همگانی بهره‌برداری هوایی با کد یاتا EMM است که یک باند فرود بتن دارد و طول باند آن ۸۱۳ متر است. این فرودگاه در کشور ایالات متحده آمریکا قرار دارد و در ارتفاع ۲۲۲۰ متری از سطح دریا واقع شده است.